# Lubumbashi
För andra betydelser, se Lubumbashi (olika betydelser).
Lubumbashi (tidigare franska: Élisabethville, eller nederländska: Elisabethstad) är en stad i provinsen Haut-Katanga längst i söder i Kongo-Kinshasa. Den är med omkring 2,3 miljoner invånare landets tredje största stad efter Kinshasa och Mbuji-Mayi.
Lubumbashi är en järnvägsknutpunkt och har en internationell flygplats. I staden finns smältverk för koppar och kobolt, samt textil- och livsmedelsindustri. Det statliga gruvföretaget Gécamines har sitt huvudkontor här. I staden finns en zoologisk trädgård samt sedan 1955 också Lubumbashi universitet.
Det framgångsrika fotbollslaget TP Mazembe kommer från Lubumbashi.

## Historia
Staden grundades 1910 som Élisabethville. Lubumbashi var under en tid huvudorten i den kortlivade utbrytarrepubliken Katanga som efter självständigheten från Belgien utropade sig som självständig ifrån resten av dåvarande Kongo-Léopoldville.